# 楊瑞承
楊瑞承（1993年10月4日—）為台灣退役棒球選手，曾效力於中華職棒富邦悍將，守備位置為內野手。於2019年季中選秀中被Lamigo桃猿以第七輪第三十八順位選進。

## 經歷
- 臺東縣成功鎮忠孝國小少棒隊
- 臺東縣泰源國中青少棒隊
- 臺中市國立中興大學附屬臺中高級農業學校青棒隊
- 臺中市國立臺灣體育運動大學棒球隊（富邦公牛）
- 臺北市成棒隊（興富發）（2016年）
- 國訓中心棒球隊（2016－2017年）
- 臺中運動家成棒隊（2017－2018年）
- 臺中市成棒隊（台灣人壽）（2018－2019年）
- 中華職棒Lamigo桃猿（2019年7月26日－2019年12月16日）
- 中華職棒樂天桃猿（2019年12月17日－2020年12月14日）
- 中華職棒富邦悍將（2021年－2023年）

## 職棒生涯成績
| 年度 | 球隊       | 出賽 | 打數 | 安打 | 全壘打 | 打點 | 盜壘 | 四死 | 三振 | 壘打數 | 雙殺打 | 打擊率 | 上壘率 | 長打率 | OPS   |
| ---- | ---------- | ---- | ---- | ---- | ------ | ---- | ---- | ---- | ---- | ------ | ------ | ------ | ------ | ------ | ----- |
| 2019 | Lamigo桃猿 | 1    | 2    | 0    | 0      | 0    | 0    | 0    | 2    | 0      | 0      | 0.000  | 0.000  | 0.000  | 0.000 |
| 2020 | 樂天桃猿   | 21   | 55   | 19   | 3      | 9    | 0    | 8    | 18   | 29     | 0      | 0.345  | 0.429  | 0.527  | 1.028 |
| 2021 | 富邦悍將   | 60   | 169  | 42   | 1      | 16   | 2    | 25   | 39   | 59     | 2      | 0.249  | 0.342  | 0.349  | 0.691 |
| 2022 | 富邦悍將   | 7    | 6    | 1    | 0      | 0    | 0    | 4    | 1    | 1      | 1      | 0.167  | 0.500  | 0.167  | 0.667 |
| 2023 | 富邦悍將   | 3    | 4    | 0    | 0      | 0    | 0    | 0    | 0    | 0      | 0      | 0.000  | 0.000  | 0.000  | 0.000 |
| 合計 | 5年        | 92   | 236  | 62   | 4      | 25   | 2    | 37   | 60   | 89     | 3      | 0.263  | 0.360  | 0.377  | 0.737 |

## 特殊事蹟
- 2020年7月16日於桃園國際棒球場面對富邦悍將隊初先發，首打席面對伍鐸(Bryan Woodall)擊出生涯首支安打帶有打點，下一打席擊出生涯首支全壘打[2]。
- 2020年12月14日富邦悍將依照中華職棒自由球員制度規定，選擇「部分轉隊費加指定選手」，由樂天桃猿轉隊至富邦悍將;並加上樂天球團補償富邦球團234萬元新臺幣轉隊費作為賴鴻誠行使FA成功轉隊至樂天桃猿補償，成為聯盟首位因自由球員制度補償球員。

## 外部連結
- 楊瑞承在台灣棒球維基館上的頁面（繁體中文）
- 楊瑞承在中華職棒官網 （中文）和Baseball-Reference （英文）上的頁面